# .276 Pedersen
.276 Pedersen (7×51 мм) експериментальний набій 7 мм розроблений для армії США. Його використовували в гвинтівці Педерсена та перших версіях гвинтівки M1 Garand.

## Історія
Набій розробили в США в 1923 році, він повинен був замінити набій .30-06 Springfield в новій самозарядній гвинтівці та кулеметах. Перші гвинтівки M1 Garand, рекомендовані для прийняття на озброєння, були розроблені під набій .276 Pedersen. Гвинтівка містила десять набоїв в унікальній пачці. Набій .276 Pedersen був коротший, легший та з нижчим тиском ніж набій .30-06, що спрощувало конструкцію самозарядної гвинтівки ніж при використанні довшого, потужнішого набою .30-06. Начальник штаба армії генерал Дуглас Макартур відмовився від гвинтівки .276 Pedersen Garand в 1932 році після того як отримав підтвердження можливості використання набою .30-06.

## Історія та технічні примітки
Набій Педерсена стріляв кулею 0.284-дюйми (7 мм). Порівняно з тогочасними італійським набоєм 6,5×52 мм (0.268 in) Каркано або японським набоєм 6,5 мм (0.264 in) Арісака, він мав швидкість приблизно 730 м/с з кулею вагою 9,1 або 9,7 г. Гільза мала довжину 51 мм зі значною конусністю. Конусні гільзи проще екстрактувати, але вони потребують використання дуже вигнутих магазинів, як у автомата Калашнікова, хоча для коротких магазинів гвинтівок Педерсена та Гаранда це не можливо. Для гвинтівок Педерсена та Гаранда випускали вощені та не вощені набої, відповідно. Було розроблено бронебійний набій T1 та, ймовірно, трасуючий.
На момент своєї появи набій .276 Pedersen був вирішенням серйозної проблеми. Армія США хотіла отримати самозарядну гвинтівку загального використання, яка могла б стріляти набоями .30-06, але така гвинтівка була б більшою за існуючі конструкції, наприклад автоматична гвинтівка Браунінга та французька гвинтівка Шоша. Зброя такої самої ваги, як і гвинтівка M1903 повинна стріляти меншими набоями. Набій Педерсена розглядали, як компроміс оскільки він мав меншу потужність у порівнянні з більшістю військових гвинтівкових набоїв. Це дозволило знизити енергію відбою, зменшити вагу самозарядної гвинтівки. Незважаючи на ці проблеми ранніх самозарядних гвинтівок, було обрано гвинтівку Гаранда, оскільки вона не потребувала використання змащених гільз для роботи автоматики.  Спочатку Гаранд заряджався набоями .276 Pedersen, але переведення всієї піхотної зброї (в тому числі кулеметів) на новий набій було визнано дуже дорогим, тому Гаранд переробили під набій .30-06, усунувши потребу в новому набої.
- 6,5×52мм Mannlicher–Carcano
- .276 Pedersen
- 6,5мм Grendel
- 7,62×39мм (югославський заряд M67)
- Чеський vz. 52 7.62×45mm

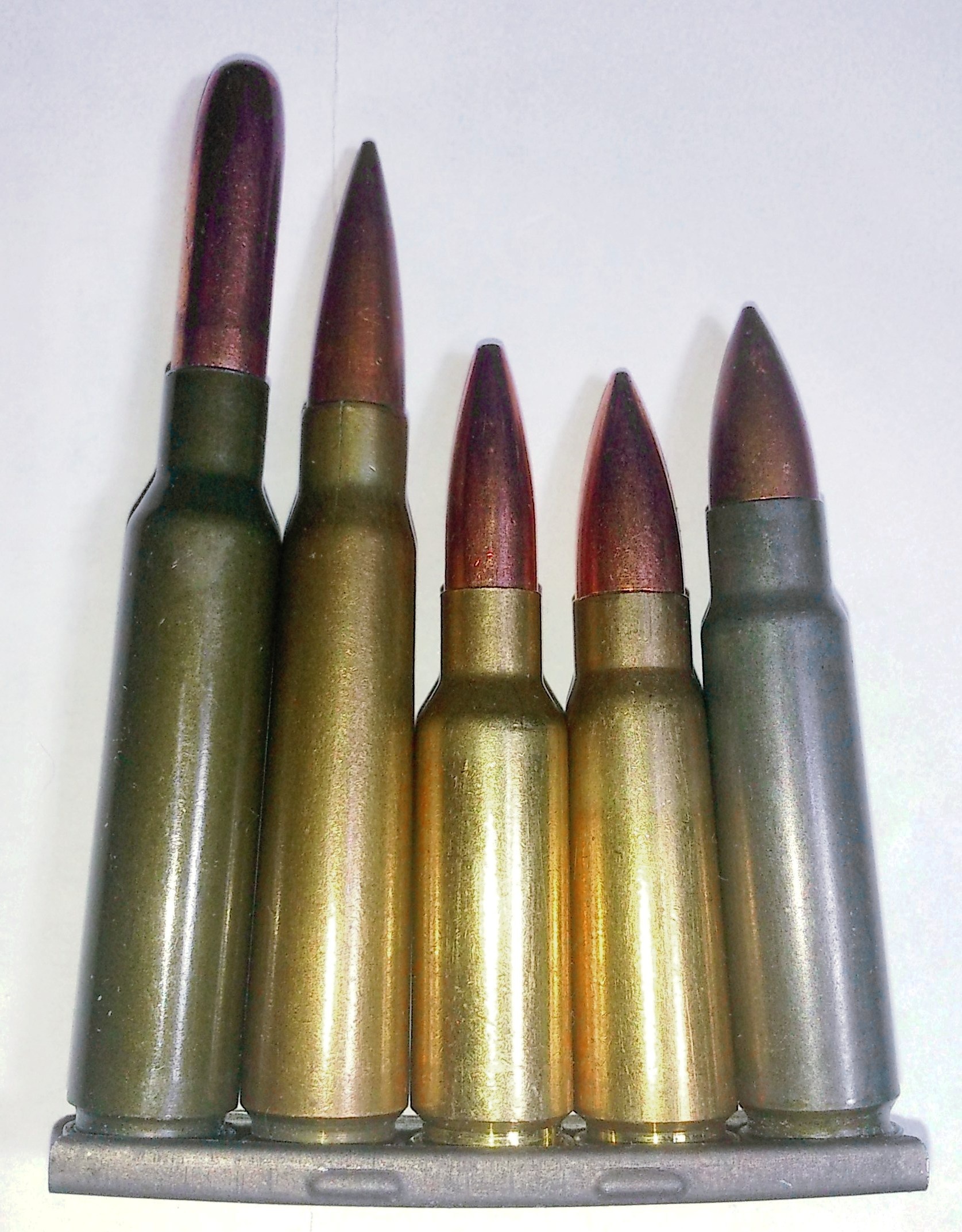
Порівняння набоїв:
- 6,5×52мм Mannlicher–Carcano
- .276 Pedersen
- 6,5мм Grendel
- 7,62×39мм (югославський заряд M67)
- Чеський vz. 52 7.62×45mm
Всі набої вироблені понад 100 років тому. Зверніть увагу на однакові базу та діаметр фланцю всіх набоїв.

Одразу після Другої світової війни, британські розробники представили серію проміжних набоїв 7 мм з інших причин ніж Педерсен. Вони шукали відповідь чому німецький набій 7.92mm Kurz був таким успішним. США зупинились на .30 калібрі загалом через бажання мати загальний набій для використання в гвинтівках та кулеметах в поєднанні з необхідною ефективністю на відстані до 2 000 ярдів. Розробка коротшого набою .30 калібру для використання в самозарядній гвинтівці розпочалася після війни, і в результаті з'явився набій 7,62×51 мм НАТО, коротший і дещо легший набій, який мав балістику, як у набою .30-06. Британські дослідження різних набоїв призвели до появи набою .280 British, який мав таку саму балістику, як і набій .276 Pedersen за калібром, вагою кулі та швидкістю.
Незважаючи на невдачу з прийняттям на озброєння набою .276 Pedersen або пізнішого .280 British, концепція проміжного потужного військового набою діаметром від 6,5 до 7 мм не зникла. Невдовзі після прийняття на озброєння набою 7,62 мм НАТО, компанія Armalite представила свою AR-10 для випробувань, армія США запропонувала замінити конструкцію зброї для використання кулі .256 калібру. Хоча ця пропозиція була безрезультатною, пізніше армія США проводила багато досліджень набою 6mm SAW. Вони знов відновили спроби використати один набій для самозарядних гвинтівок та кулеметів. Приблизно через 100 років після появи набою .276 Pederson концепцію піхотного набою калібру 7 мм, 19 квітня 2022 року армія США прийняла на озброєння набій .277 Fury (6.8 x 51 Common) набоєм загального призначення армії США, цей набій містить кулю калібру 7,04 мм в обтисненій гільзі набою 7,62 x 51 мм НАТО. Прийняття на озброєння цього набою підкреслює висновок армії 1923 року про перевагу балістики набою 7 мм (тоді цей висновок було підтверджено пропозицією прийняти на озброєння набій .276 Pedersen) у порівнянні з набоєм 30 калібру, і нарешті ставить балістичну продуктивність понад затрати на заміну, економічне рішення генерала Макартура, який надав перевагу надлишковим набоям 30-06, а не більш кращим набоям з кулею калібру 7 мм. Новий набій 7 мм .277 Fury використовують в піхотних бойових гвинтівках та кулеметах, що доводить універсальність набою калібру 7 мм.